# Эбботт и Костелло встречают Франкенштейна
«Эббот и Костелло встречают Франкенштейна» (англ. Abbot and Costello meet Frankenstein) — американский комедийный фильм ужасов режиссёра Чарльза Бартона и знаменитейшего комедийного дуэта 40-х Бада Эббота и Лу Костелло. Первый фильм, в котором эта пара встречала знаменитых «монстров студии Universal». Здесь они встречают монстра Франкенштейна, Дракулу и Человека-волка, чьи роли играют классические исполнители — Гленн Стрендж (Монстр), Бела Лугоши (Дракула) и Лон Чейни мл. (Человек-волк). Мировая премьера фильма состоялась 15 июня 1948 года. В 2001 году лента была включена в Национальный реестр фильмов.
Слоган фильма: «The LAUGHS are MONSTERous! Bud and Lou are in a stew when they tangle with the TITANS of TERROR!»

## Сюжет
В доставочное бюро приходит директор Мак-Дуглас (Фрэнк Фергюсон) с заказом доставить два ящика в его «Музей ужасов». Привезти эти ящики должны Чик Янг (Бад Эббот) и его трусливый и глуповатый коллега Уилбур Грей (Лу Костелло).
Когда они доставляют груз в музей, происходят неполадки со светом, и Чик уходит на разведку. Из одного ящика выходит граф Дракула (Бела Лугоши) и гипнотизирует Уилбура. Открыв второй ящик, Дракула находит в нём монстра Франкенштейна (Гленн Стрендж). Оба монстра исчезают, а Мак-Дуглас обвиняет клерков в похищении экспонатов.
Дракула и Монстр прибывают на остров-лабораторию доктора Сандры Морей (Ленора Ауберт). Сандра — нейрохирург, и знает, благодаря дневнику Генри Франкенштейна, секрет жизни. Когда Дракула обращается к ней за помощью (Он хочет дать Монстру новую силу), Сандра решает сделать чудовищу трансплантацию мозга. Донором они решают сделать кавалера Сандры, Уилбура Грея.
Человек-волк Ларри Тэлбот (Лон Чейни мл) снимает комнату рядом с комнатой Уилбура и Чика. На следующее утро клерки видят, что в комнате беспорядок и хаос. Тэлбот объясняет им, что он превращается в волка при свете полной луны. Он приехал из Лондона в США чтобы уничтожить Дракулу и Чудовище, с которыми он имеет дело уже много лет. Уилбур вызывается помочь оборотню, но Чик решает что их сосед спятил.
Вечером Чик и Уилбур идут в замок-лабораторию Сандры, желая пригласить её на бал-маскарад. Тэлбот сообщает им по телефону, что сейчас они находятся в «Замке Дракулы», но Чик этому не верит. Дракула и Монстр делают попытку похитить мозг Уилбура в подвале, но ему удается сбежать. Уилбур пытается убедить Чика что в замке чудовища но тот игнорирует его. Между тем подруга Сандры Джоан Реймонд (Джейн Рендольф) находит в тумбочке дневник Франкенштейна.
Дракула, представившись доктором Леджосом, желает пойти на бал вместе со всеми. Воспользовавшись моментом, когда Сандра уладит дела со своим помощником д-ром Стивенсом (Чарльз Бредстрит), вампир гипнотизирует Сандру и кусает её в шею. На балу Чик, Уилбур и Тэлбот идут в лес искать Джоан, по просьбе Сандры. В лесу Телбот превращается в волка и нападает на Мак Дугласа. Между тем Чик засыпает в кустах, а Дракула гипнотизирует Уилбура, и он с Сандрой и Джоан увозят его на остров-лабораторию. Утром Тэлбот и Чик решают украсть лодку и отправиться на остров.
Вечером Дракула и Сандра, оглушив Стивенса, подготавливают Монстра к операции. Чик и Тэлбот освобождают его, но Уилбур под гипнозом вампира возвращается в замок.
Прежде чем Сандра вскрыла клерку голову, Тэлбот отталкивает её в сторону, но не успевает его отвязать: он превращается в Человека волка. Волк бросился в битву с Дракулой, а Монстр погнался за клерками. Пытаясь спастись, Дракула превращается в летучую мышь, но волк на лету хватает её и оба чудовища падают в море. Сандра освободилась от гипноза вампира. Чик и Уилбур выбегают на пристань и пытаются отплыть на лодке, но Монстр начинает кидать в них бочки. Доктор Стивенс поджигает деревянную пристань, где Монстр Франкенштейна погибает. В лодке Чик и Уилбур видят висящую в воздухе сигару, и голос (Винсент Прайс) сообщает: «Разрешите мне представиться. Я Человек-невидимка!». Клерки прыгают в воду и плывут к берегу.

## В ролях
- Бад Эббот — Чик Янг
- Лу Костелло — Уилбур Грей
- Лон Чейни мл. — Лоуренс Тэлбот (Человек-волк)
- Бела Лугоши — Дракула
- Гленн Стрейндж — Чудовище Франкенштейна
- Ленор Обер — Сандра Морне
- Джейн Рэндолф — Джоан Рэймонд
- Фрэнк Фергюсон — мистер Макдугал
- Чарльз Брэдстрит — доктор Стивенс